# Cu cu
Cu cu thông thường (danh pháp hai phần: Cuculus canorus), còn gọi là đại đỗ quyên (大杜鹃), bố cốc (布谷), quách công, là một loài chim thuộc Chi Cu cu, họ Cuculidae.. Loài chim qua tiết cốc vũ (hết mùa Xuân) mới kêu, qua tiết hạ chí (qua giữa Hè) rồi thôi, tiếng như giục người cấy lúa, nên gọi là chim bố cốc. Loài này là một loài di cư rộng lớn vào mùa hè sang châu Âu và châu Á, và mùa đông ở châu Phi. Nó là một loài bố mẹ ký sinh, đẻ nhờ vào tổ loài chim khác, đặc biệt là Prunella modularis, Anthus pratensis và Acrocephalus scirpaceus.

## Phân bố và môi trường sống

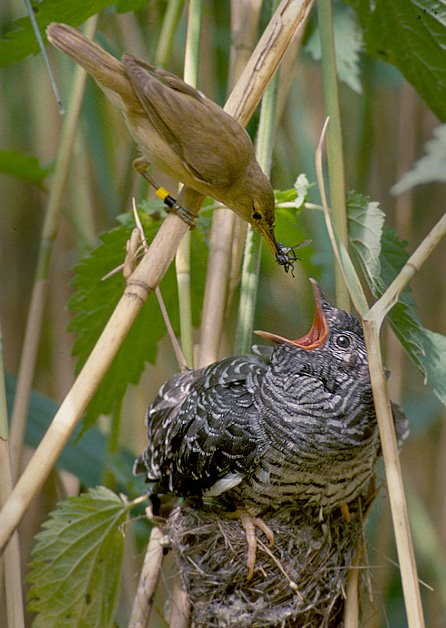
Chim chích sậy đang cho chim cu cu non ăn trong tổ của chích sậy

Bản chất là một con chim của đất mở, cu cu thông thường là loài chim di cư mùa hè phổ biến rộng rãi đến châu Âu và châu Á, và mùa đông trong Châu Phi. Chim đến ở châu Âu trong tháng Tư và rời đi vào tháng Chín. Cu cu thông thường cũng đã hiện diện như một loài lang thang ở các nước bao gồm Barbados, Hoa Kỳ, Greenland, đảo Faroe, Iceland, Indonesia, Palau, Seychelles, Đài Loan và Trung Quốc.

## Hình ảnh

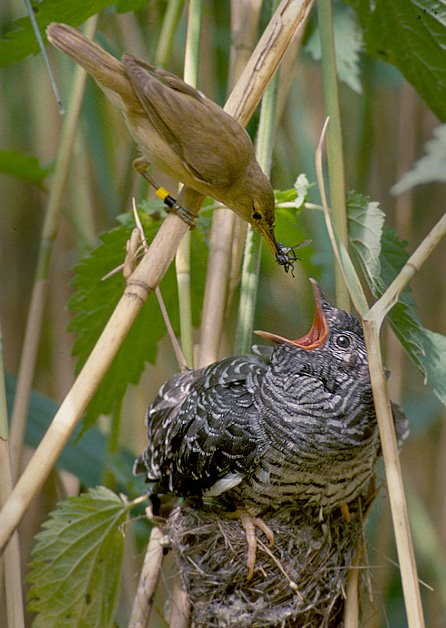
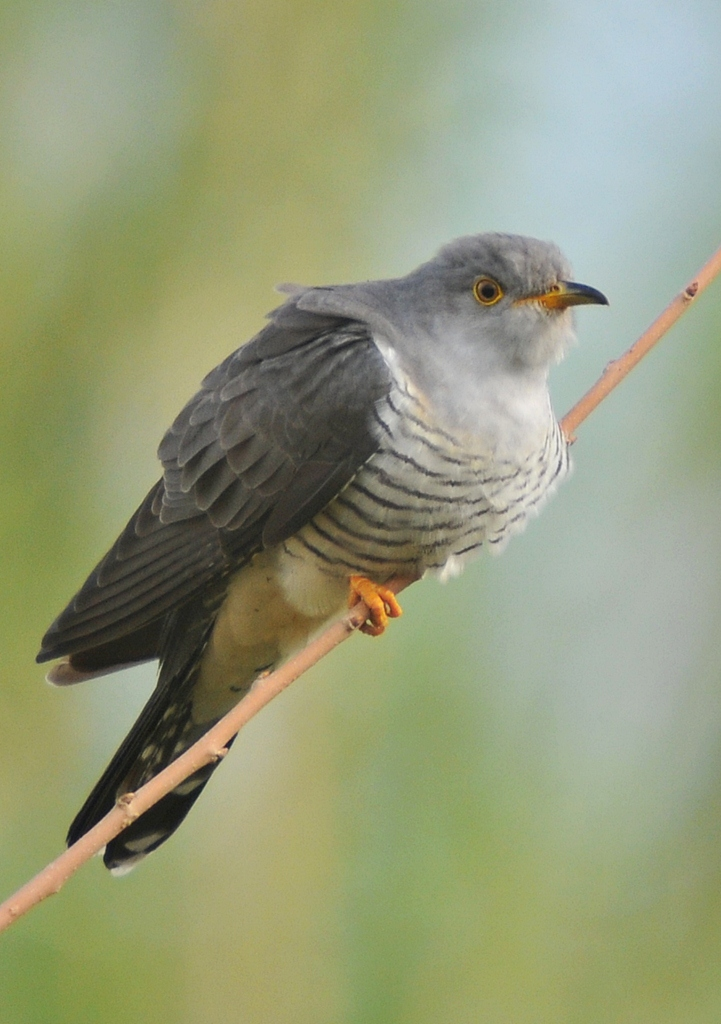
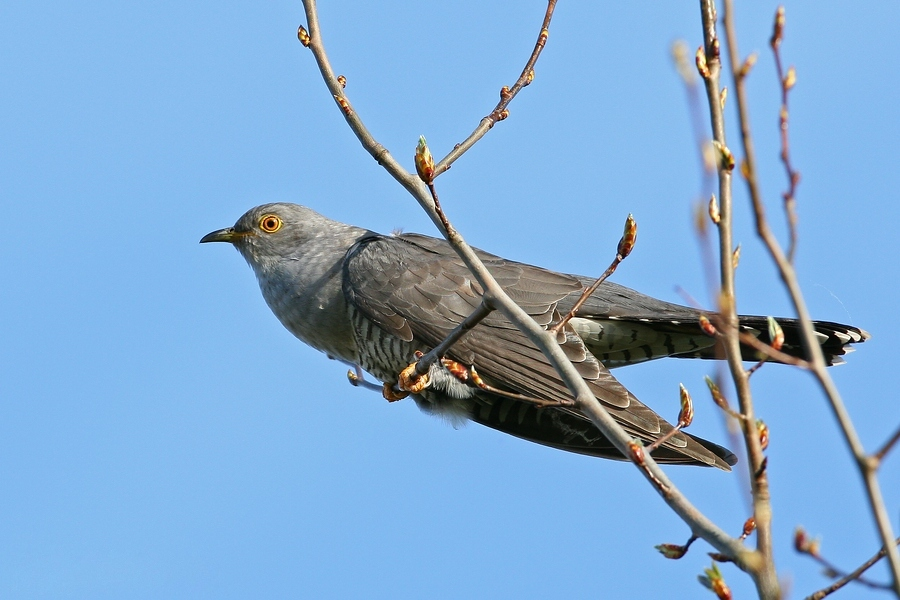
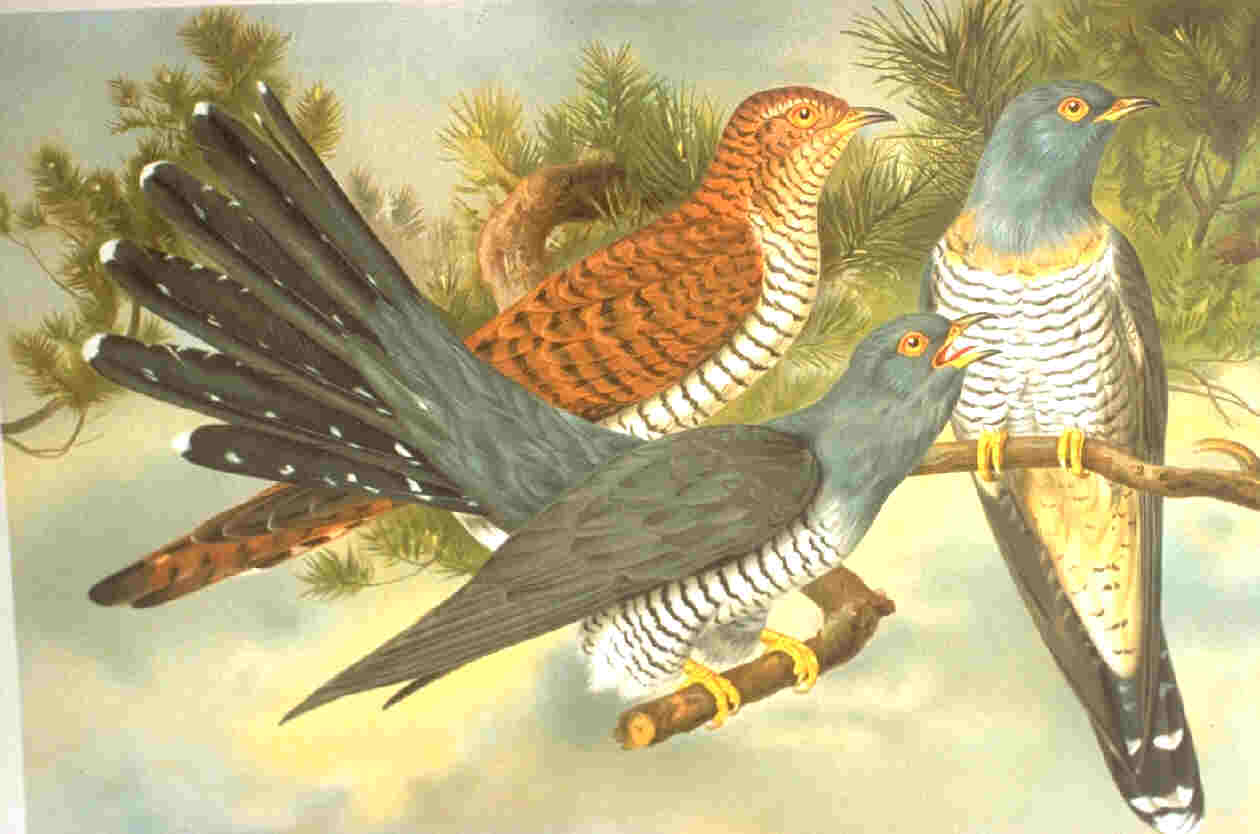
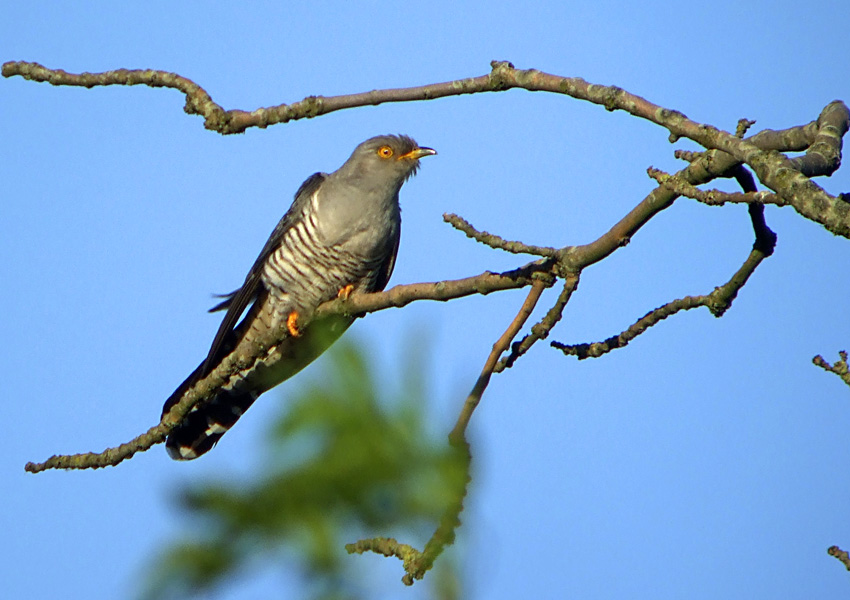
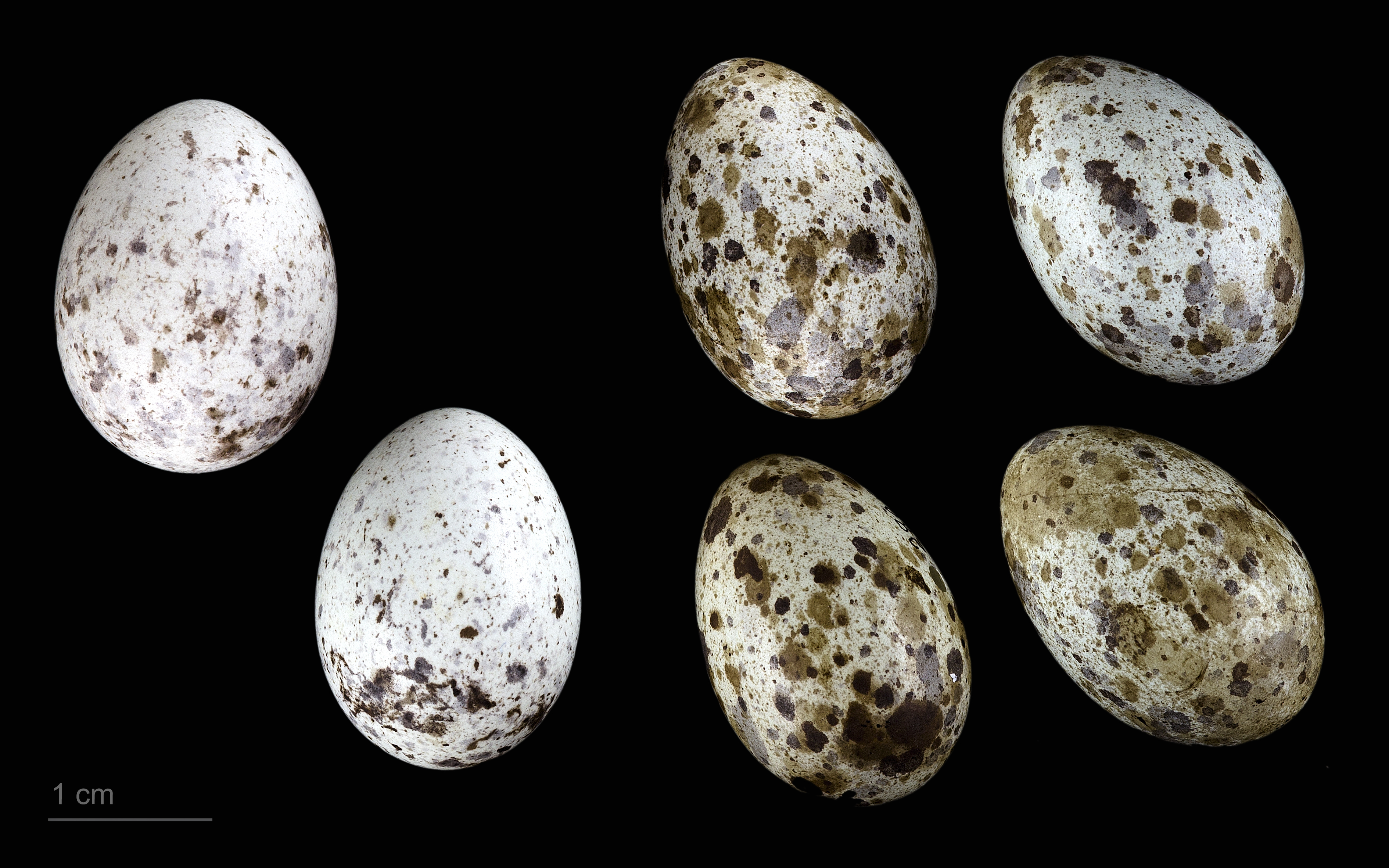
Cuculus canorus canorus + Acrocephalus arundinaceus - Museum specimen
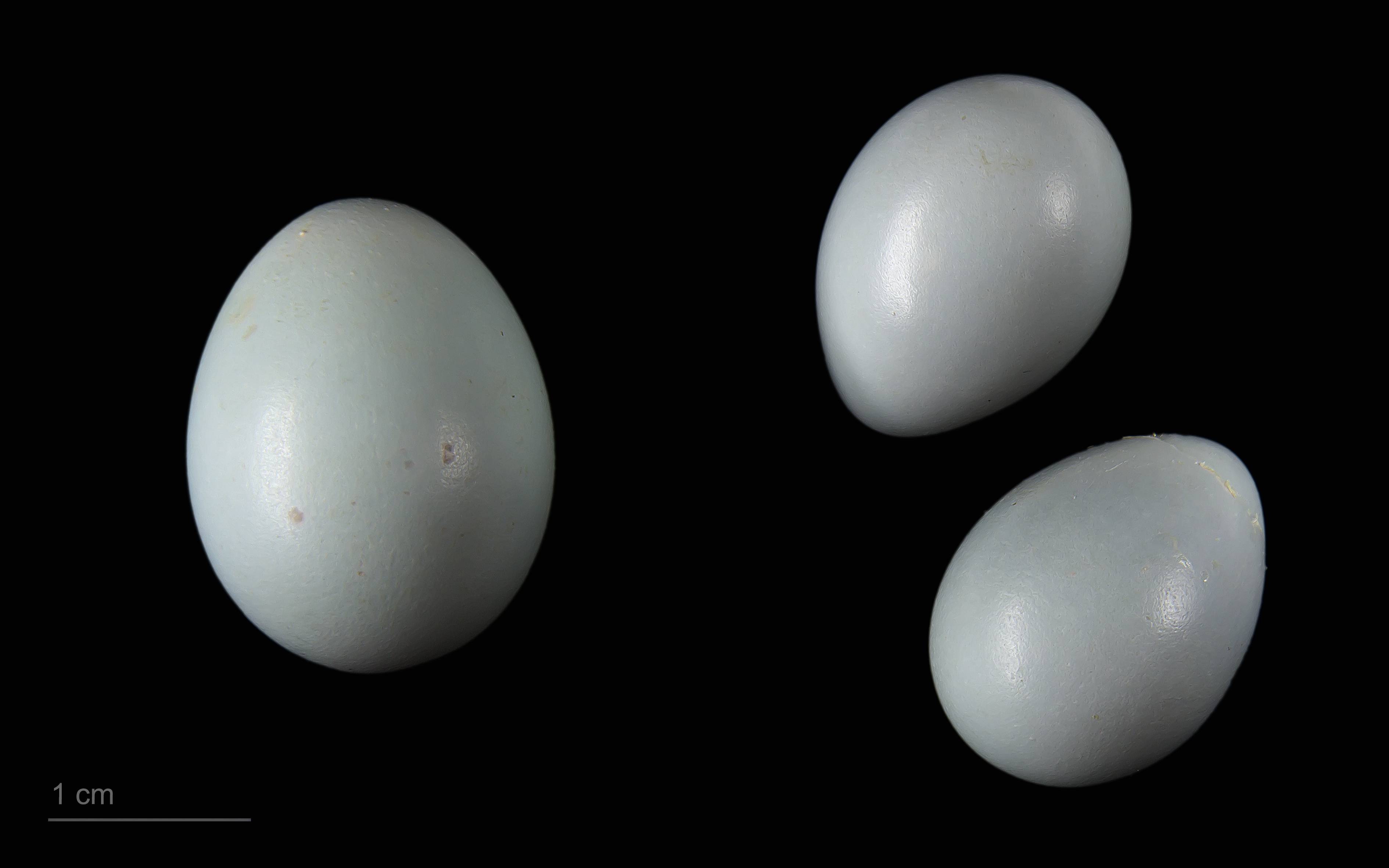
Cuculus canorus bangsi + Phoenicurus moussieri - Museum specimen